# Куб Ноль
«Куб Ноль», иногда «Куб Зеро» (англ. Cube Zero) — канадский научно-фантастический триллер с элементами фильма ужасов 2004 года, являющийся дебютным полнометражным фильмом американского сценариста Эрни Барбараша. Приквел фильма «Куб» и третий фильм в серии. Фильм был выпущен сразу на DVD без предварительного показа в кинотеатрах.
В то время как первые два фильма происходят почти полностью в лабиринте, действие Куба Зеро происходит как внутри, так и снаружи куба. Фильм также возвращается к цветным комнатам в индустриальном стиле из первого фильма, но с обновленным и переработанным декором. Фильм получил в основном положительные отзывы от критиков, но зрители приняли фильм более прохладно.

## Сюжет
В картине раскрывается суть назначения и механизм функционирования «куба» — фантастического сооружения, состоящего из перемещающихся помещений кубической формы. Неизвестная государственная организация помещает внутрь куба людей, изучая их реакцию и воздействие на них разнообразных смертельных ловушек, находящихся в некоторых из комнат. Хотя, на самом деле, это - прикрытие для иной работы.
Эрик Уинн — один из операторов, которые следят за функционированием всех систем и наблюдают за поведением жертв «куба» (на самом деле, именно операторы "куба" - главные подопытные и бывшие заключённые со стёртой памятью о суде и приговоре; вся их работа предназначена для получения результатов каких-то данных от них самих, что и объясняет главному герою антагонист Джекс из спецслужб в конце фильма). Внимание Уинна привлекает женщина Кассандра Рэйнс. Проверив её личное дело, он не находит там подписанного ею согласия на попадание в «куб». Он приходит к выводу, что она попала туда по ошибке или по чьему-то злому умыслу. Нарушая правила (он мог просто отправить запрос на законных основаниях), он отправляется за Кассандрой внутрь «куба». После этого на него начинает охоту служба безопасности.
Напарник Эрика, Додд, ценой своей жизни выключает систему, оборвав провода и проглотив важную деталь системы (погиб он именно после вырезания Джексом этой детали из его желудка после обездвиживания "порошковым" парализатором, встроенным в его металлическую ручку для письма). Все комнаты куба оказываются в режиме перезагрузки: ловушки не работают, все двери открыты и у пленников есть 10 минут, за которые комнаты должны достичь "нулевой позиции" до полной зачистки всех помещений куба. Эрик со своей напарницей находят третий выход, который ведёт прямо наружу (почему его оставили, не ясно). Он задерживает охранников, принимая "удар" из ружей с транквилизаторными шприцами на себя, и даёт девушке скрыться.
Концовка фильма связывает его по смыслу с первым фильмом. Эрику стирают память и делают операцию на мозге, после которой он становится психически больным ("Синдром саванта"), однако сохраняет свои математические способности, и оказывается внутри куба, и повторяется сцена из первого фильма.

## В ролях
| Актёр              | Роль                                                     |
| ------------------ | -------------------------------------------------------- |
| Закари Бенет       | Эрик Уинн (техник Куба)                                  |
| Стефани Мур        | Кассандра Рэйнс (политик)                                |
| Майкл Райли        | Джэкс (человек "сверху" из офиса Куба )                  |
| Мартин Роач        | Роберт П. Хэскелл (солдат, занимающийся людьми для Куба) |
| Дэвид Хьюбенд      | Додд (старший техник Куба)                               |
| Майк «Наг» Наргэнг | Мейерхольд (мужчина, попавший в звуковую ловушку Куба)   |
| Ричард МакМиллан   | Бэрток (мужчина, попавший в ловушку Куба)                |
| Терри Хоукс        | Джеллико (женщина, попавшая в ловушку Куба)              |
| Тони Манч          | Оуэн (старший техник, помещённый в Куб)                  |
| Джесмин Гельо      | Райджкин (мужчина, попавший в ловушку Куба)              |
| Диего Клаттенхофф  | Куигли                                                   |

## Выход
Премьера фильма состоялась 15 октября 2004 года на фестивале фильмов ужасов Screamfest. Впоследствии он был выпущен на DVD в США 22 февраля 2005 года.

## Критика
Отзывы были в основном положительными, в том числе положительные отзывы от JoBlo.com, AMC's Movie Guide, DVD Talk и Bloody Disgusting, в которых говорилось, что Куб: Ноль не лучший фильм в серии, но он близок к этому. Однако приём фанатов был менее положительным: зрители критиковали непрерывность, слабый сценарий и чрезмерную зависимость от крови вместо психологического ужаса.

## Премии и награды
- 2006 — Номинация на премию Сатурн — лучший DVD релиз[6].